# Ислам в Кирибати

Пятничная молитва в мечети Кирибати

Ислам в Кирибати — религия меньшинства. По результатам переписи населения 2010 года из 103 058 жителей Кирибати только 119 исповедовали ислам (65 мужчины и 54 женщин). 

## История
Относительно других государств Тихоокеанского региона, ислам в Кирибати появится относительно недавно. Связано это было с тем, что во времена, когда острова входили в состав Британской колониальной империи в Кирибати не было массовой миграции из британских колоний в Африке и Индии.  Начало проповеди ислама в Кирибати было положено лишь в конце XX века. Тогда в 1989 году первый мусульманский миссионер  из Ганы Маулана Хафиз Джибрил Ахмад Саид был отправлен в южную часть Тихого океана. В 1991 году он прибыл на острова Кирибати, где была создана первая мусульманская община в этом государстве. В октябре 2016 года посол США Роберт Райли посетил страну и встретился с представителями мусульманской общины, чтобы обсудить проблемы, с которыми сталкиваются группы религиозных меньшинств.

## Современное положение
Конституция Кирибати (статья 11) гарантирует свободу совести и свободу вероисповедания. Ахмадийская мусульманская община в настоящее время является наибольшим мусульманским объединением в Кирибати. Имам Фахад является её главой. По его словам, между мусульманами и христианами были небольшие конфликты, но в результате переговоров все они были прекращены и сейчас нет противостояния между представителями разных религиозных конфессий.
В столице есть небольшая джума-мечеть, в которой сразу и расположен религиозный центр ахмадийской мусульманской общины. По пятницам проходит молитва и собрание общины. Также законы Кирибати позволяют мусульманам молится в своих домах.  